# Uvarus infimus
Uvarus infimus är en skalbaggsart som först beskrevs av Guignot 1953.  Uvarus infimus ingår i släktet Uvarus och familjen dykare. Inga underarter finns listade i Catalogue of Life.